# Anna (parochie)
Anna is een parochie van de Deense Volkskerk in de Deense gemeente Kopenhagen. De parochie maakt deel uit van het bisdom Kopenhagen en telt 4770 kerkleden op een bevolking van 6795 (2004). De parochie werd tot 1970 gerekend onder Sokkelund Herred.
Anna werd gesticht als parochie in 1912 als afsplitsing van de parochie Sankt Stefans. De parochiekerk, Annakerk, werd voltooid in 1914.
Aaker · Aalholm · Absalons · Advent · Aldersro · Allehelgens · Allinge-Sandvig · Anna · Ansgar · Apostelkirkens · Bellahøj · Bethlehem · Bispebjerg · Blågårdens · Bodilsker · Brønshøj · Christian · Christiansø · Davids · De Gamles Bys · Dragør · Elias · Emdrup · Enghave · Filip · Flintholm · Fredens-Nazaret · Frederiks · Frederiksberg · Frederiksberg Slotssogn · Frihavns · Garnisons · Gethsemane · Godthaab · Grøndals · Gudhjem · Hans Egedes · Hasle · Helligånds · Højdevang · Holmens · Husum · Husumvold · Hyltebjerg · Ibsker · Islands Brygges · Johannes Døbers · Kapernaums · Kastel · Kastrup · Kildevælds · Kingo-Samuel · Kingos · Klemensker · Knudsker · Korsvejens · Kristkirkens · Lindevang · Lundehus · Margrethe · Maria · Mariendal · Nathanaels · Nexø · Nyker · Nylarsker · Olsker · Østerlarsker · Østermarie · Østervold · Pedersker · Poulsker · Rø · Rønne · Rosenvænget · Rutsker · Samuels · Sankt Andreas · Sankt Jakobs · Sankt Johannes · Sankt Lukas · Sankt Markus · Sankt Matthæus · Sankt Pauls · Sankt Stefans · Sankt Thomas · Simeons · Simon Peter · Sion · Skelgårds · Solbjerg · Solvang · Store Magleby · Sundby · Sundkirkens · Svaneke · Sydhavn · Tagensbo · Tårnby · Timotheus · Tingbjerg · Trinitatis · Utterslev · Valby · Vanløse · Vesterbro · Vestermarie · Vigerslev · Vor Frelsers · Vor Frue